# Pierre-Perthuis
Pierre-Perthuis es una localidad y comuna francesa situada en la región de Borgoña, departamento de Yonne, en el distrito de Sens y cantón de Villeneuve-sur-Yonne.

## Demografía
| 209 | 240 | 196 | 227 | 218 | 222 | 216 | 231 | 248 | 235 | 258 | 224 | 214 | 223 | 220 | 245 | 234 | 220 | 213 | 172 | 158 | 130 | 131 | 126 | 106 | 93 | 71 | 77 | 73 | 72 | 70 | 104 | 118 |
| Para los censos de 1962 a 1999 la población legal corresponde a la población sin duplicidades (Fuente: INSEE [Consultar]) |     |     |     |     |     |     |     |     |     |     |     |     |     |     |     |     |     |     |     |     |     |     |     |     |    |    |    |    |    |    |     |     |